# Helene Stanton
Helene Stanton (Filadelfia, 4 novembre 1925 – Pasadena, 7 giugno 2017) è stata un'attrice e cantante statunitense.

## Biografia

### Giovinezza
Helene Stanton nacque il 4 novembre 1925 a Filadelfia come Eleanor Mae Stansbury. Fin dall'infanzia ha studiato danza classica e dall'età di 13 anni ha preso lezioni di canto.

### Carriera
Iniziò la sua carriera come cantante nella Cosmopilitan Opera Company di Filadelfia, dove nel 1943 le fu chiesto di cantare nella versione teatrale dell'operetta "La vedova allegra". Successivamente ha suonato nelle operette "The Tramp King", "Song of the Desert" e "Il pipistrello"», dopodiché è partita per Hollywood, dove è stata convinta a passare dalla musica classica a quella popolare.
Esordì come attrice nel 1953 nel film Confessione di una ragazza e il suo nome d'arte venne scelto dalla giornalista di gossip Louella Parsons.
Nel 1953-1954, la Stanton si esibì come cantante a Las Vegas, esibendosi anche con Frank Sinatra e la Ben Blue Orchestra, e fece anche un tour con il compositore e interprete di canzoni popolari Jimmy McHugh.
Nel 1955, la sua performance a Las Vegas spinse il produttore della Allied Artists ad offrirle un ruolo nel film noir La polizia bussa alla porta. Recitò poi nel film Rivolta al molo n° 6, in seguito al quale, come ha osservato lo storico del cinema Richard Koper, la Stanton si è tinta i capelli di biondo.

### Morte
È morta il 7 giugno 2017 a Pasadena, in California, in un ospedale all'età di 91 anni..

### Vita privata
Il 14 luglio 1949 sposò l'ex star del cinema muto Kenneth Harlan. Lei aveva 24 anni e lui 54 ed era stato precedentemente sposato 7 volte. Divorziarono il 28 dicembre 1953. Secondo l'attrice, il loro "è stato un divorzio davvero amichevole". Il motivo del divorzio era che Harlan "presumibilmente l'ha falsamente accusata di cattiva condotta".
Il 19 maggio 1957 sposò in seconde nozze il dottor Morton D. Pinsky di Chicago, e si stabilì ad Alhambra, in California. Nel 1958, la coppia ebbe un figlio, David Drew, che in seguito divenne un famoso presentatore televisivo con il nome di Dr. Drew. Nel 1961 la famiglia si trasferisce a Pasadena, dove nel 1964 nasce la loro figlia Dana Carol, che divenne assistente procuratore. La coppia rimase sposata fino alla di lui morte avvenuta il 27 ottobre 2009.

## Filmografia

### Cinema
- Confessione di una ragazza (One Girl's Confession), regia di Hugo Haas (1953)
- La polizia bussa alla porta (The Big Combo), regia di Joseph Lewis (1955)
- Rivolta al molo n° 6 (New Orleans Uncensored), regia di William Castle (1955)
- La valle degli uomini luna (Jungle Moon Men), regia di Charles S. Gould (1955)
- Sudden Danger, regia di Hubert Cornfield (1955)
- The Phantom from 10,000 Leagues, regia di Dan Milner (1955)
- Quattro ragazze in gamba (Four Girls in Town), regia di Jack Sher (1957)

### Televisione
- The Red Skelton Show – serie TV, 1 episodio (1954)
- Four Star Playhouse – serie TV, 1 episodio (1955)
- La pattuglia della strada (Highway Patrol) – serie TV, 1 episodio (1956)